# Zenit 3SLB
Zenit 3SLB (lub Zenit 3M) – trójstopniowa rakieta nośna konstrukcji ukraińskiej zaprojektowana przez Biuro Konstrukcyjne Jużnoje. Rakieta ta jest rozwinięciem Zenita 3SL przeznaczonym do startów z konwencjonalnej wyrzutni, a nie z platformy Ocean Odyssey na Pacyfiku.
Komercyjne starty prowadzone są przez konsorcjum Land Launch będące odpowiednikiem spółki Sea Launch operującej platformę Ocean Odyssey. Dla startów komercyjnych używana jest nazwa Zenit 3SLB, zaś dla startów obsługiwanych przez Rosyjską Federalną Agencję Kosmiczną lub Wojska Kosmiczne Federacji Rosyjskiej używa się nazwy Zenit 3M.
Wyrzutnią, z której odbywają się starty tej rakiety, jest Kompleks nr 45 w kazachskim kosmodromie Bajkonur, gdyż jest to jedyna lądowa wyrzutnia rakietowa dla rakiet Zenit.
Konstrukcyjnie rakieta zbliżona jest do Zenita 2M. Trzecim stopniem rakiety jest Blok DM-SLB produkowany już przez rosyjskie przedsiębiorstwo RKK Energia.
Do chwili obecnej wystrzelono 6 rakiet Zenit 3SLB. Wszystkie starty odbyły się w Bajkonurze. Wszystkie starty miały charakter komercyjny.

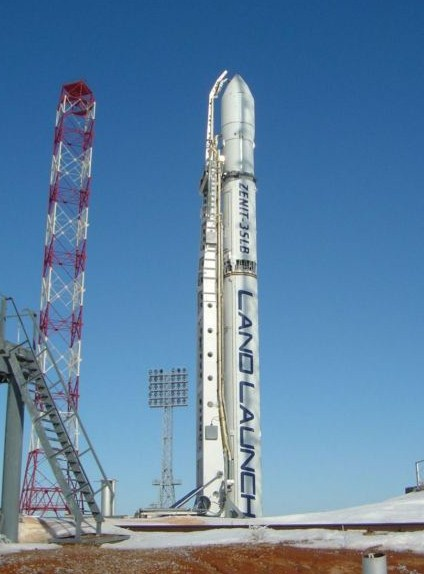
Rakieta Zenit 3SLB na wyrzutni

## Starty
1. AMOS-3 – 28 kwietnia 2008 05:00:00 UTC
2. Telstar 11N – 26 lutego 2009 18:29:55 UTC
3. MEASAT-3a – 21 czerwca 2009 21:50:00 UTC
4. Intelsat 15 – 30 listopada 2009 21:00:00 UTC[1]
5. Intelsat 18 – 5 października 2011 21:00:02 UTC
6. AMOS-4 – 31 sierpnia 2013 20:05:00 UTC

Opracowano na podstawie: Jonathan's Space Home Page